# Corte Capitanale
La Corte Capitanale es un antiguo palacio de justicia de Mdina (Malta), que actualmente funciona como ayuntamiento. Se construyó en estilo barroco entre 1726 y 1728, según los diseños del arquitecto francés Charles François de Mondion. El edificio está vinculado al Palacio Vilhena, pero tiene su propia entrada y fachada.

## Historia
La Corte Capitanale se construyó entre 1726 y 1728 junto con el resto del Palacio Vilhena, la residencia oficial del Gran Maestre en Mdina. El edificio fue principalmente un palacio de justicia, pero también sirvió como sede del Capitano della Verga .

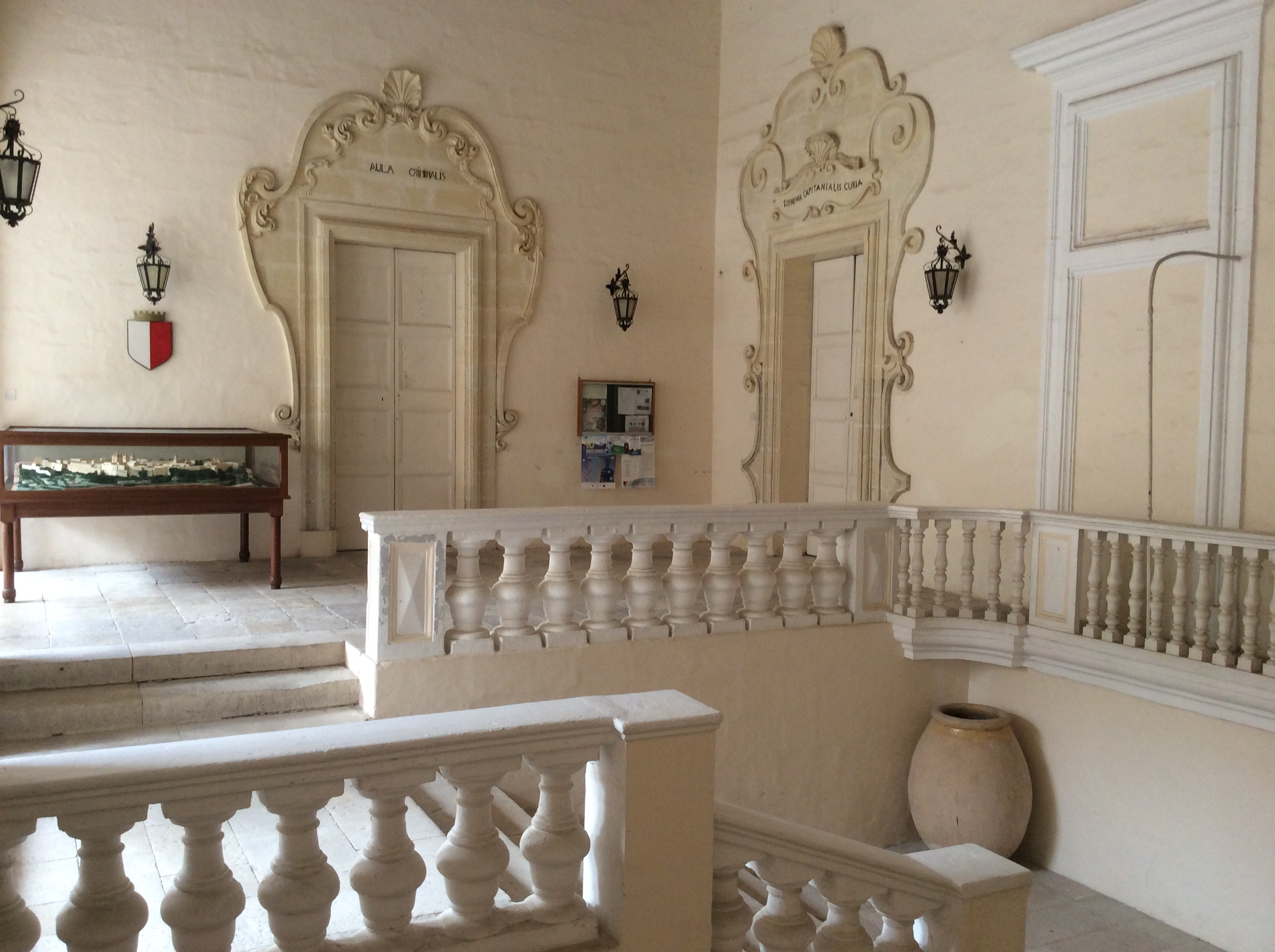
Escalera con las puertas de las salas de audiencia

Su vinculación con el palacio era un gesto simbólico para transmitir que los tribunales estaban bajo la jurisdicción de la Orden de San Juan. El palacio de justicia también estaba unido al palacio episcopal a través de un pasaje subterráneo ahora bloqueado, lo que indicaba el papel de la Iglesia en los tribunales.
Durante la ocupación francesa de Malta, un médico maltés fue acusado de espiar para los franceses por los insurgentes malteses. A pesar de no ser declarado culpable por el tribunal, los malteses pidieron que se le condenara a muerte. Aunque el juez rechazó su petición, los malteses lo asesinaron nada más salir del edificio.
En 1813, el comisario civil Alexander Ball puso fin y transfirió el poder judicial de la Corte Capitanale de Mdina a la Castellania de La Valeta.
Hoy, la Corte Capitanale es el ayuntamiento de Mdina, siendo la sede del consejo local de la ciudad. El ayuntamiento considera que el edificio es inadecuado, y en 2012 solicitó el traslado de sus instalaciones a la Banca Giuratale. No está abierto al público con regularidad, pero la sala principal se abre ocasionalmente con exposiciones históricas o culturales temporales.
El edificio fue incluido en la Lista de Antigüedades de 1925. Ahora es un monumento nacional de Grado 1 y está incluido en el Inventario Nacional de Bienes Culturales de las Islas Maltesas.

## Arquitectura

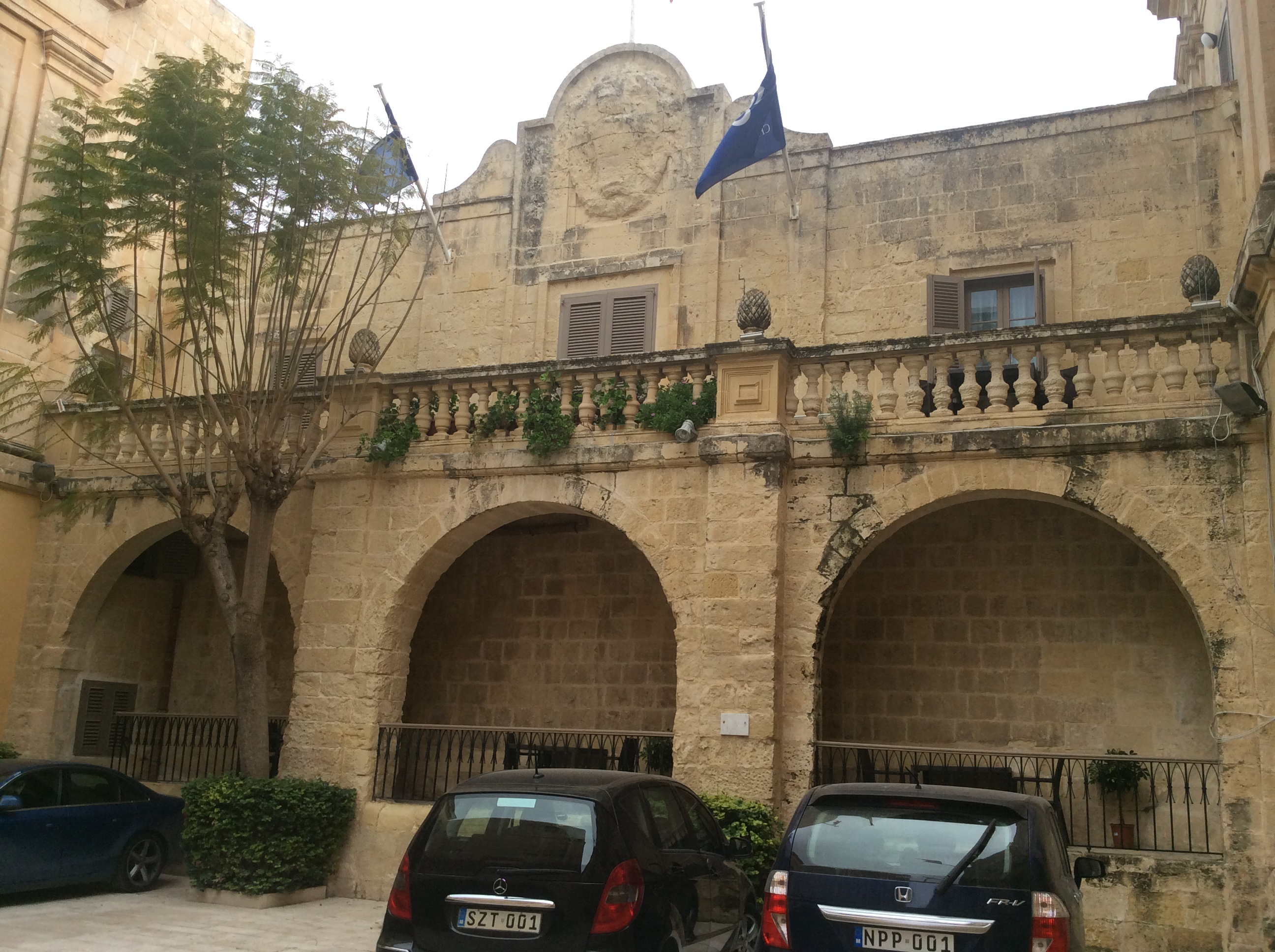
Logia del heraldo

La Corte Capitanale está construida en estilo barroco francés. La fachada está decorada con pilastras toscanas y corintias superpuestas y una cornisa a lo largo del techo. Sobre la puerta principal hay un balcón, decorado con estatuas alegóricas de la Justicia y la Misericordia. Debajo de la pieza central de la fachada está inscrita la inscripción Legibus et Armis (mediante leyes y armas).
El palacio de justicia incorpora algunas celdas y mazmorras de la prisión, que habían sido construidas en el siglo XVI. El edificio también está vinculado a una logia conocida como la Logia del Heraldo, desde la que los pregoneros solían anunciar los decretos al pueblo. La logia también es anterior al palacio de justicia, y se cree que data del siglo XVII.